# Szvetoszlav Minkov
Szvetoszlav Konsztantinov Minkov,  Светослав Константинов Минков (Radomir, 1902. február 12. – Szófia, 1966. november 12.) bolgár író.

## Élete
Katonacsalád sarja volt, idősebb bátyja, Asen a Második Balkán-háború áldozata lett, másik bátyja, Ivan, a bolgár kommunista  párt tagja 1925-ben öngyilkos lett, hogy elkerülje a bolgár cári hatóságok letartóztatását. Minkov alapfolkú tanulmányait szülővárosában végezte, érettségi vizsgáját Szófiában tette le. Nővére, Teodora mutatta be az 1920-as évek bolgár irodalmi köreinek.  
Első munkája 1920-ban jelent meg a България magazinban. Később egy osztrák katonai főiskola hallgatója lett, ahol Goethe, Nietzsche, Edgar Allan Poe, Henrik Ibsen és az orosz klasszikus szerzők munkáit tanulmányozta. Különcként ismerték az iskolában, furcsa, paranoid fóbiáktól, mindent átható rögeszmés gondolatoktól és rémálmoktól szenvedett. Bulgáriába való visszatérése után rövid ideig a Szófiai Ohridi Szent Kelemen Egyetemen tanult, majd 1922-ben Münchenbe utazott. Tanulmányainál jóval több időt fordított a helyi bohémekkel való kapcsolataira.  
1923-ban tért vissza hazájába, ahol a Cirill és Metód Nemzeti Könyvtárban lett könyvtáros. 1942 előtt Európa, Ázsia és Dél-Amerika számos országában járt. 1942 és 1943 közt a  tokiói bolgár nagykövetség munkatársa volt. 1944 után számos kommunista lapnál kezdett dolgozni, 1954 és 1962 közt a Български писател című magazin szerkesztője volt. 
Minkovot a bolgár tudományos-fantasztikus irodalom úttörőjeként tartják számon. A bolgár irodalom egyedülálló alakja volt, stílusa elszigetelt volt az 1920-as és 1930-as évek bolgár irodalmi tendenciáitól, követői, hívei nem voltak. Munkái elsősorban az ember identitásvesztéséről szólnak a technokratikus világban, a technika társadalomra gyakorolt befolyását tárgyalják,  az erkölcs és az emberi értékek bizonytalanságával és az unalom egzisztenciális aspektusaival foglalkoznak. Írásaira parodisztikus, szarkasztikus és abszurd elemek figyelhetők meg. Számos gyermekmesét is írt, tanulmányokat készített a japán kultúráról, valamint bolgár nyelvre fordította Seherezádé meséit.

## Munkái
- Синята хризантема (1922)
- Часовник (1924)
- Огнената птица (1927)
- Игра на сенките (1928)
- Къщата при последния фенер (1931)
- Автомати (1932)
- Сърцето в картонената кутия. Роман-гротеска в седем невероятни приключения (1933)
- Дамата с рентгеновите очи (1934)
- Чудната касичка (1934)
- Захарното момиче (1935)
- Мадрид гори. История в телеграми за съпротивата на един град (1945)
- Маскираната лисица (1936)
- Разкази в таралежова кожа (1936)
- Гост (1938)
- Другата Америка. Едно пътуване отвъд екватора (1938)
- Желязната къщичка (1941)
- Японската литература. Начало, развитие, представители (1941)
- Mаймунска младост (1942)
- Лъв и жаба (1943)
- Лунатин (1945)
- Избрани произведения (1947)
- Колет от Америка (разкази и фейлетони, 1950)
- Империя на глада (1952)
- Месечно (1954)
- Отвъд океана (1954)
- Избрани произведения (1955)
- Цар Безсънкo (1956)
- Призракът от Кандари (1959)
- Бракоразводно сражение (1960)
- Избрани произведения в 2 т. (1962)
- Патент САС“ (4 разказа, 1963)
- Как гарджето стана певец (1965)
- Снежният човек и врабчето (1965)
- Паноптикум „Лайхенвалд (разкази, 1966)
- Избрани разкази (1967)
- Джуджето Тинтирин (приказка, 1968)
- Приказки (1977)
- Алхимия на любовта (1972)
- Съчинения в 2 т. (1972)
- Разкази, пътеписи (1976)

## Magyarul megjelent művei
- Az ember, aki Amerikából jött (novella, Galaktika 29., 1978)
- Az utolsó lámpásnál álló ház (novella, A bolgár irodalom kistükre c. antológia, Európa Kiadó, 1969)
- Aszfalt (novella, Bolgár elbeszélők c. antológia, Európa Kiadó, 1965)
- Mese a begóniáról (novella, Bolgár elbeszélők c. antológia, Európa Kiadó, 1965)
- Asszony az aranykoporsóban (novella, Bolgár elbeszélők c. antológia, Európa Kiadó, 1965)

## Fordítás
- Ez a szócikk részben vagy egészben  a   Svetoslav Minkov című angol Wikipédia-szócikk ezen változatának fordításán alapul.  Az eredeti cikk szerkesztőit annak laptörténete sorolja fel. Ez a jelzés csupán a megfogalmazás eredetét és a szerzői jogokat jelzi, nem szolgál a cikkben szereplő információk forrásmegjelöléseként.